# Бурсо
Бурсо (фр. Boursault) насеље је и општина у североисточној Француској у региону Шампањ-Арден, у департману Марна која припада префектури Еперне.
По подацима из 2011. године у општини је живело 460 становника, а густина насељености је износила 27,96 становника/km². Општина се простире на површини од 16 km². Налази се на средњој надморској висини од 185 метара (максималној n. c. m, а минималној n. c. m).

## Демографија
| 1962. | 1968. | 1975. | 1982. | 1990. | 1999. | 2011. |
| ----- | ----- | ----- | ----- | ----- | ----- | ----- |
| 474   | 459   | 466   | 488   | 462   | 500   | 460   |

График промене броја становника у току последњих година